# Innocenty VII
Innocenty VII (łac. Innocentius VII, właśc. Cosimo Gentile de’Migliorati; ur. w 1339 w Sulmonie, zm. 6 listopada 1406 w Rzymie) – papież w okresie od 17 października 1404 do 6 listopada 1406.
Reprezentował „rzymską” obediencję (uznaną później za legalną) w okresie wielkiej schizmy zachodniej.

## Życiorys
Cosimo Gentile de' Migliorati urodził się w Sulmonie prawdopodobnie w 1339 roku, jako że jedyna współczesna wzmianka dotycząca jego wieku (kronika Teodoryka z Nieheim) podaje, że w chwili wyboru na papieża miał 65 lat. Pochodził ze szlacheckiej rodziny o wojskowych tradycjach, wybrał jednak stan duchowny. Ukończył studia prawnicze na uniwersytecie w Bolonii z tytułem doktora. Następnie był profesorem prawa na uniwersytetach w Padwie i Perugii. Sprawował też funkcje archiprezbitera Sulmony (1373) i kanclerza archidiecezji Kapui (1379). Po wyborze antypapieża Klemensa VII pozostał wierny prawowitemu papieżowi Urbanowi VI. Dzięki rekomendacjom z uniwersytetu bolońskiego w 1380 został przyjęty do służby w kurii papieskiej. Urban VI mianował go kolektorem danin papieskich w Anglii.
4 listopada 1387 został wybrany na arcybiskupa Rawenny, ponieważ jednak senior Rawenny Guido da Polenta wspierał Klemensa VII, nie mógł objąć archidiecezji. 15 września 1400 zrezygnował z archidiecezji raweńskiej na rzecz bratanka Giovanni Migliorati. W latach 1389–1390 był także biskupem Bolonii. Sakrę biskupią przyjął 5 grudnia 1387. Sprawował także urząd wicekamerlinga Kamery Apostolskiej i był prefektem konklawe 1389. Wybrany wtedy papież Bonifacy IX, z którym łączyło go odległe pokrewieństwo, na konsystorzu 18 grudnia 1389 mianował go kardynałem prezbiterem tytułu Santa Croce in Gerusalemme i uczynił go swoim bliskim współpracownikiem (m.in. powierzył mu prowadzenie spraw finansowych Stolicy Apostolskiej). W 1390 działał jako legat papieski w Lombardii i Toskanii, mediując w konflikcie pomiędzy księciem Gian Galeazzo Viscontim, a komunami Bolonii i Florencji. Kiedy Bonifacy IX był już ciężko chory, mianował go przewodniczącym konsystorza z nieograniczoną władzą w zakresie zarządzania Kościołem. Dało to Miglioratiemu bardzo silną pozycję w rozgrywkach o sukcesję po Bonifacym IX.

## Wybór na papieża
Został wybrany w wyniku konklawe z 1404 roku. Złożył wówczas ślubowanie, że dołoży wszelkich starań do zakończenia wielkiej schizmy zachodniej, wliczając abdykację. Cosima Gentile Migliorati został wybrany na papieża 17 października 1404 i przybrał imię Innocenty VII. 11 listopada 1404 odbyła się uroczysta inauguracja jego pontyfikatu.

## Pontyfikat
Wbrew zobowiązaniom podjętym na konklawe, odmówił jednak podjęcia rozmów z „awiniońskim” antypapieżem Benedyktem XIII, mimo pojednawczych sygnałów płynących z Awinionu. Innocenty VII chciał doprowadzić do zakończenia schizmy na własnych warunkach i zwołał w tym celu sobór do Rzymu. Sobór ten jednak nigdy się nie odbył, a wkrótce potem w mieście wybuchł bunt przeciw krewnym papieża, którym ten powierzył wysokie stanowiska w administracji zarówno świeckiej, jak i kościelnej. Innocenty VII musiał wezwać na pomoc króla Neapolu Władysława, płacąc za tę pomoc szeregiem ustępstw o charakterze politycznym. Rebelię zdławił bratanek papieża Ludovico Migliorati, jednak jego brutalne metody (m.in. egzekucja 11 zasłużonych obywateli Rzymu) sprowokowały kolejne wystąpienia antypapieskie. 6 sierpnia 1405 Innocenty VII musiał uciekać wraz z kardynałami do Viterbo. Dopiero przejęcie władzy w mieście przez stronnictwo gibelinów z Giovannim Colonną na czele w 1406 umożliwiło mu powrót. Miasto było jednak okupowane przez wojska króla Władysława Neapolitańskiego, który ewakuował je dopiero po obłożeniu go ekskomuniką. Po uspokojeniu sytuacji w Rzymie Innocenty VII zajął się reformą Uniwersytetu Rzymskiego, tworząc na nim wydziały: medycyny, filozofii, logiki i retoryki oraz katedrę greki. Zmarł 6 listopada 1406, w wieku 67 lat.

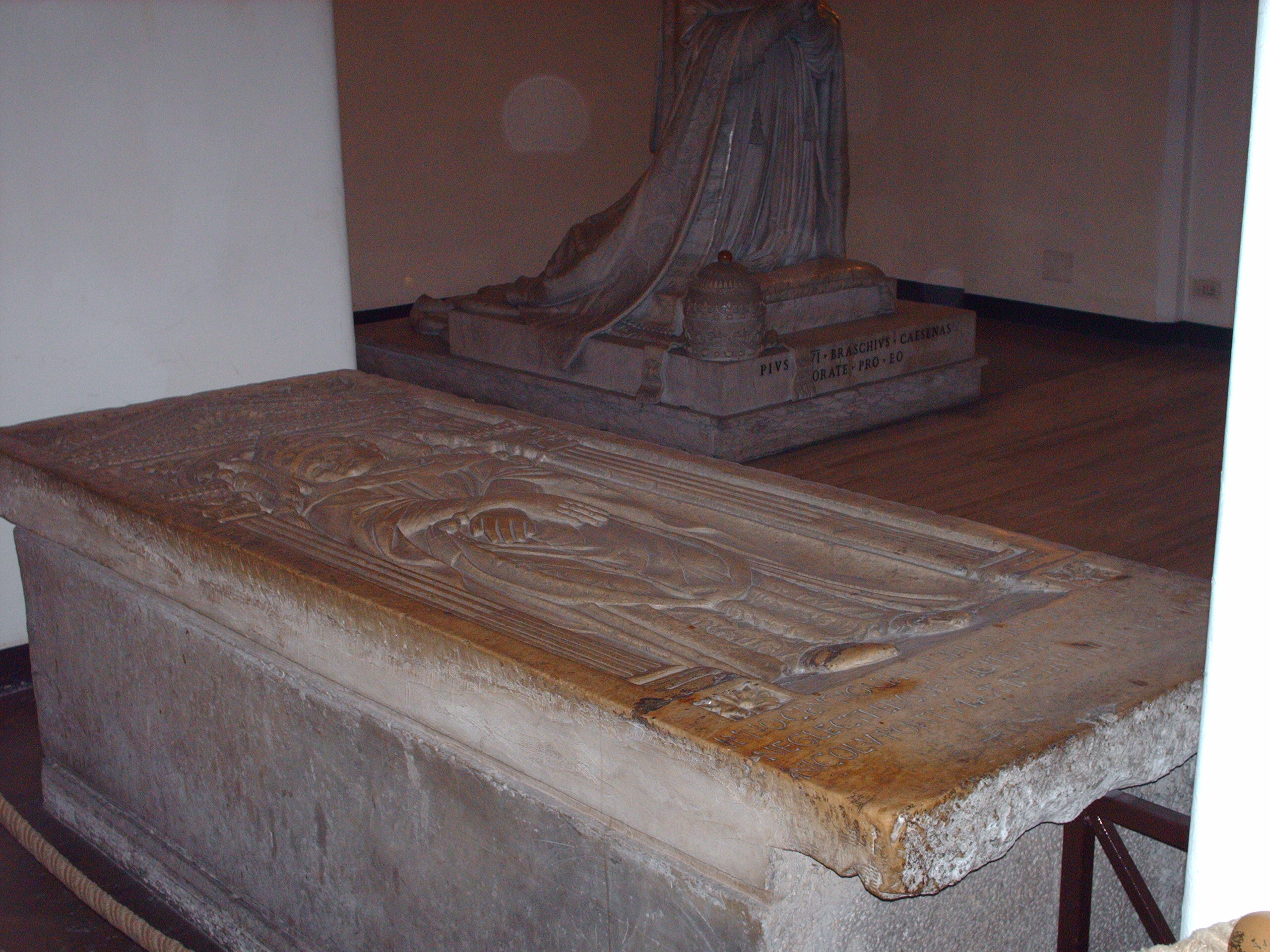
Grób Innocentego VII w Grotach Watykańskich

W ciągu dwóch lat swojego pontyfikatu Innocenty VII nie podjął żadnych realnych kroków w celu przezwyciężania schizmy. Pewnym usprawiedliwieniem dla niego mogą być jednak problemy, z jakimi zmagał się w Rzymie, nieszczerość Benedykta XIII, a także postawa króla Neapolu Władysława, który dążył do podporządkowania sobie Rzymu i papiestwa.